# Rhodosciadium longipes
Rhodosciadium longipes là một loài thực vật có hoa trong họ Hoa tán. Loài này được (Rose) Mathias & Constance miêu tả khoa học đầu tiên năm 1941.